# V. S. Ramachandran
Vilayanur Subramanian Ramachandran (sinh ngày 10 tháng 8 năm 1951) là một nhà thần kinh học người Mỹ gốc Ấn. Ông được biết đến với các thí nghiệm và lý thuyết trên phạm vi rộng trong thần kinh học hành vi, bao gồm cả việc phát minh ra liệu pháp hộp gương. Ông là Giáo sư Đặc biệt (Distinguished Professor) tại Khoa Tâm lý học của UCSD, đồng thời nắm giữ vai trò giám đốc Trung tâm Trí não và Nhận thức.
Sau khi nhận bằng Cử nhân Y khoa và Cử nhân Phẫu thuật ở Ấn Độ, Ramachandran theo học khoa thần kinh thực nghiệm tại Đại học Cambridge, rồi tiếp tục nhận bằng tiến sĩ tại đó. Hầu hết các nghiên cứu của ông đều thuộc lĩnh vực thần kinh học hành vi và tâm sinh lý thị giác. Sau những nghiên cứu ban đầu về nhận thức thị giác ở người, ông chuyển sang nghiên cứu các khía cạnh rộng hơn của thần kinh học bao gồm hiện tượng chi ma và chứng đau chi ma. Ông đã phát minh ra liệu pháp hộp gương, hiện vẫn đang được sử dụng để điều trị những người mất chi mắc chứng đau chi ma và giúp khôi phục khả năng kiểm soát vận động ở những nạn nhân đột quỵ bị suy yếu chi.
Ramachandran đã viết nhiều tác phẩm nổi tiếng như Bóng ma trong tâm trí (Phantoms in the Brain, 1998), Bộ não biết kể chuyện (The Tell-Tale Brain, 2010) và nhiều tác phẩm khác mô tả các nghiên cứu thần kinh lâm sàng về những người mắc chứng loạn cảm, hội chứng ảo giác Capgras và các tình trạng bất thường khác. Ông cũng từng thuyết minh công việc của mình trong nhiều bài giảng trước công chúng, trong đó có các bài giảng cho BBC, cùng hai cuộc nói chuyện chính thức của TED. Ông đã được trao nhiều giải thưởng cho những nghiên cứu và phổ cập khoa học của mình.

## Tiểu sử
Ramachandran sinh năm 1951 tại Tamil Nadu, Ấn Độ. Mẹ của ông có bằng toán học; ông của Ramachandran là Alladi Krishnaswamy Iyer, một trong những người lập ra hiến pháp Ấn Độ.
Cha của Ramachandran, V. M. Subramanian, là một kỹ sư làm việc cho Tổ chức Phát triển Công nghiệp Liên Hợp Quốc và là nhà ngoại giao ở Bangkok, Thái Lan. Ramachandran theo học các trường ở Madras, và các trường của Anh ở Bangkok.
Cha của Ramachanran muốn ông trở thành bác sĩ hơn là nhà nghiên cứu. Vì vậy, ông đã học và được Trường Cao đẳng Y tế Stanley ở Chennai, Ấn Độ cấp bằng Cử nhân Y khoa và Cử nhân Phẫu thuật.
Ramachandran nhận bằng Tiến sĩ từ Cao đẳng Trinity, Đại học Cambridge. Sau đó, ông chuyển đến Mỹ, nơi ông có hai năm làm việc tại Caltech với Jack Pettigrew trước khi được bổ nhiệm làm Giáo sư Trợ lý môn Tâm lý học tại Đại học California, San Diego vào năm 1983, rồi trở thành một Giáo sư Thực thụ năm 1998. Ông hiện đang là Giáo sư Đặc biệt tại Khoa Tâm lý học của UCSD, Giám đốc Trung tâm Trí não và Nhận thức. Ở đó, ông cùng hoạt động khoa học với các sinh viên đã tốt nghiệp, và các nhà nghiên cứu từ khắp nơi về các lý thuyết mới trong ngành khoa học thần kinh. Từ tháng 7 năm 2019, ông là giáo sư trực thuộc chương trình Khoa học thần kinh của Trường Y UCSD , và là Giáo sư Thỉnh giảng tại Viện Nghiên cứu Sinh học Salk.
Năm 1987, Ramachandran kết hôn với một nhà khoa học, đồng nghiệp của ông, và cũng là đồng tác giả với ông ở nhiều tác phẩm, Diane Rogers-Ramachandran. Họ có hai người con trai.
Công trình khoa học của Ramachandran có thể được chia thành hai giai đoạn. Từ đầu những năm 1970 cho đến cuối những năm 1980, ông hầu như chỉ tập trung nghiên cứu về xử lý thị giác ở người, đặc biệt là về nhận thức lập thể. Ông bắt đầu công bố nghiên cứu trong lĩnh vực này vào năm 1972, với một bài báo trên tạp chí Nature khi vẫn còn là sinh viên tại trường Cao đẳng Y tế Stanley.
Năm 1991, nghiên cứu của Tim Pons về tính dẻo của vỏ não đã truyền cảm hứng cho Ramachandran. Nghiên cứu của Pons đã chứng minh được sự tái tổ chức vỏ não ở khỉ sau khi cắt cụt một ngón chi. Ông là một trong những nhà nghiên cứu đầu tiên nhận ra tiềm năng của công nghệ chụp não trong chứng minh sự khả biến thần kinh ở vỏ não người sau khi cắt bỏ chi. Sau đó, ông bắt đầu nghiên cứu về hiện tượng chi ma, nhưng rồi chuyển sang các bí ẩn thần kinh, bao gồm chứng rối loạn nhận dạng toàn vẹn cơ thể và hội chứng ảo giác Capgras.
Một số lý thuyết của Ramachandran đã gây hoài nghi. Ông trả lời: "Tôi đã - dù tốt hay tệ hơn - đi lang thang trong cả vùng đất rộng lớn của nhận thức thị giác, nhận thức lập thể, hiện tượng chi ma, chứng từ chối chấp nhận liệt, hội chứng ảo giác Capgras, cảm giác kèm và nhiều điều khác nữa." 
Ramachandran đã từng là nhà tư vấn trong các lĩnh vực như tâm lý học pháp y và khoa học thần kinh về giảm cân. Năm 2007, ông là nhân chứng chuyên môn về mang thai giả tại phiên tòa xét xử Lisa M. Montgomery. Ông còn là tư vấn viên của công ty Modius khi công ty này phát triển công nghệ giảm cân dựa trên cơ sở kích thích điện những bộ phận điều khiển việc giảm cân của não. Ông cũng đã cùng các bác sĩ Ấn Độ nghiên cứu về đậu mèo rừng, một liệu pháp Ayurveda cho bệnh Parkinson.

Trong những nghiên cứu khoa học của mình, Ramachandran thường sử dụng các thiết bị đơn giản, như gương hoặc kính lập thể kiểu cũ, thay vì các công nghệ chụp não phức tạp như chụp cộng hưởng từ. Ông đã thẳng thắn chia sẻ về cách tiếp cận dựa trên trực giác của mình trong nghiên cứu não bộ. Trong một cuộc phỏng vấn với tạp chí Frontline  ông nói:
"Trực giác là thứ giúp bạn bắt đầu; rồi mới cần các nghiên cứu thực nghiệm... công nghệ chụp não thường đẩy bạn vào ảo giác hiểu những gì đang diễn ra. Vì vậy, đôi khi, không dùng công nghệ là hướng đi của tôi và một số đồng nghiệp. Chúng tôi chỉ dùng đến nó khi thực sự cần thiết, chẳng hạn như khi chẩn đoán y tế. Chúng tôi dựa nhiều vào trực giác khi thực hiện các thí nghiệm đơn giản, vì nếu phụ thuộc vào những hình ảnh y tế mới lạ đó, khả năng sáng tạo sẽ kém hơn."

## Nghiên cứu và lý thuyết

### Hiện tượng chi ma
Khi một cánh tay hoặc chân bị cắt cụt, bệnh nhân thường tiếp tục cảm thấy rõ ràng sự hiện diện của chi đã mất như một "chi ma" (trung bình là 80%). Dựa trên nghiên cứu trước đó của Ronald Melzack (Đại học McGill) và Timothy Pons (NIMH - Viện Sức khoẻ Tâm thần Quốc gia), Ramachandran đưa ra giả thuyết rằng có mối liên hệ giữa hiện tượng chi ma và khả biến thần kinh trong não người trưởng thành. Để kiểm tra giả thuyết này, Ramachandran đã tuyển dụng những người bị cụt tay. Điều này giúp ông tìm hiểu thêm về việc các chi ma có thể "cảm nhận" các kích thích ở các bộ phận khác của cơ thể hay không.
Năm 1992, cùng với, T.T. Yang, S. Gallen và những người khác tại Viện Nghiên cứu Scripps - nhóm tiến hành nghiên cứu phương pháp chụp não bằng sóng từ (MEG)  - Ramachandran đã khởi xướng một dự án để chứng minh rằng đã có những thay đổi có thể tính toán được trong vỏ não thuộc hệ cảm giác thân thể của một bệnh nhân đã cắt cụt tay.
Ramachandran giả thuyết rằng bằng chứng cho sự tái tổ chức vỏ não trong hình ảnh chụp bằng phương pháp MEG và những cảm giác không gây đau đớn mà ông đã quan sát được ở các đối tượng khác có liên quan đến nhau.
Sau đó, các nhà nghiên cứu đã phát hiện ra rằng các chi ma không gây đau ít tương quan với khả biến cảm giác thân thể hoặc vận động hơn so với các chi ma gây đau. Một nghiên cứu gần đây cũng chỉ ra rằng hệ thống thần kinh ngoại biên có liên quan đến hiện tượng chi ma gây đau đớn.
Nghiên cứu tiếp tục tiến sâu vào các cơ chế và giải thích chính xác hơn.

### Liệu pháp hộp gương

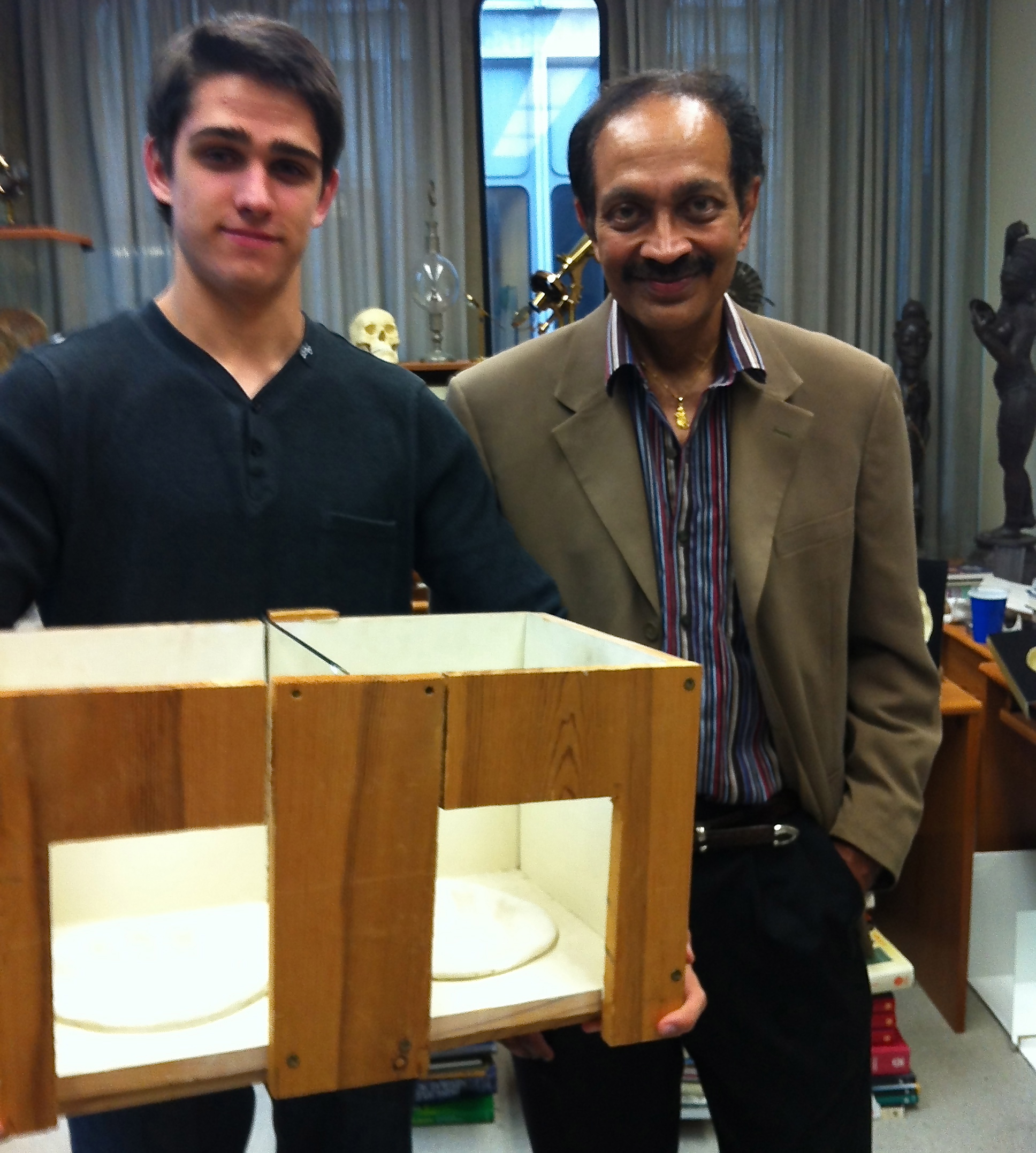
Ramachandran (bên phải) đứng cạnh hộp gương nguyên bản

Viết vào năm 2009, John Colapinto (tác giả của hồ sơ Ramachandran  trên tờ The New Yorker) nói rằng liệu pháp hộp gương cho những người bị cụt chi là thành tựu được ghi nhận nhiều nhất của ông.

Ramachandran nghĩ rằng chứng đau chi ma sinh ra vì các hệ thống dây thần kinh khác nhau của người bị cụt không khớp với nhau: thị giác của người đó cho biết chi đã mất, nhưng các tín hiệu thần kinh đi lên não lại nói rằng chi vẫn còn đó. Hộp gương là thiết bị sử dụng một tấm gương để phản chiếu cánh tay lành lặn của người bị mất tay, nhằm khiến ảnh phản chiếu của cánh tay đó trông như cánh tay đã mất:
Họ đưa cánh tay còn lại của mình qua một lỗ ở thành hộp gương, để khi nhìn từ phía trên, họ sẽ thấy cánh tay của mình và hình ảnh phản chiếu của nó, như thể họ có hai cánh tay vậy.

Sau đó Ramachandran yêu cầu họ di chuyển cả cánh tay còn nguyên vẹn và cả cánh tay ma (trong tâm trí) - giả vờ như họ đang chỉ huy một dàn nhạc. Các bệnh nhân đã cảm giác rằng họ lại có cả hai cánh tay.
Ramachandran nhận thấy rằng trong một số trường hợp, việc phục hồi cử động cho một chi bị liệt sẽ làm giảm cơn đau. Năm 1999, ông và Eric Altschuler đã ứng dụng kỹ thuật hộp gương lên cả những bệnh nhân đột quỵ bị yếu chi nhằm cải thiện khả năng kiểm soát cơ của họ. Frederik Deconinck và cộng sự của ông, trong một đánh giá năm 2014, đã nhận định rằng cơ chế cải thiện kiểm soát vận động có thể sẽ khác với cơ chế giảm đau.
Dù liệu pháp hộp gương ra đời vào cuối những năm 1990, gần như không có nghiên cứu nào về nó được công bố trước năm 2009, và phần lớn các nghiên cứu đó đến giờ vẫn gây ra nhiều tranh cãi. Từ năm 2012 đến năm 2017, có tổng cộng 115 ấn phẩm về việc sử dụng liệu pháp này để điều trị chứng đau chi ma. Trong số đó, một đánh giá năm 2018, chỉ tìm thấy 15 nghiên cứu có kết quả khoa học đáng xét. Từ 15 nghiên cứu này, những người đánh giá kết luận rằng: “Liệu pháp hộp gương dường như có hiệu quả trong việc làm thuyên giảm những cơn đau chi ma, gồm giảm cường độ và thời gian của các cơn đau hàng ngày. Đây là một phương pháp điều trị có hiệu lực, đơn giản và rẻ tiền cho chứng đau chi ma."  Một đánh giá năm 2017 cũng nghiên cứu các ứng dụng của liệu pháp hộp gương, đã kết luận: “Liệu pháp hộp gương đã được sử dụng để điều trị chứng đau chi ma, chứng đau vùng phức hợp, bệnh thần kinh và đau lưng dưới. Cơ chế hoạt động của liệu pháp này vẫn chưa chắc chắn, và bằng chứng về hiệu quả lâm sàng của liệu pháp là đáng khích lệ, nhưng chưa chắc chắn. " 

### Neuron gương
Các neuron gương lần đầu tiên được nhắc đến trong một bài báo xuất bản vào năm 1992 bởi một nhóm các nhà nghiên cứu, đứng đầu là Giacomo Rizzolatti tại Đại học Parma. Theo Rizzolati: "Neuron gương là loại tế bào thần kinh nhận thức thị giác vận động phóng điện khi một con khỉ thực hiện hành vi và khi nó quan sát hành vi tương tự do một cá thể khác thực hiện." 
Năm 2000, Ramachandran đưa ra một số điều mà ông gọi là "phỏng đoán mang tính suy đoán thuần túy" rằng "neuron gương [ở người] sẽ có ảnh hưởng đến tâm lý học như những ảnh hưởng của DNA đến sinh học: cung cấp một khuôn mẫu thống nhất và giúp giải thích rất nhiều khả năng tinh thần mà cho đến nay các thí nghiệm vẫn chưa giải mã được." 

Ramachandran đã gợi ý rằng nghiên cứu về vai trò của neuron gương có thể giúp giải thích nhiều năng lực tinh thần của con người như khả năng đồng cảm, học kiểu bắt chước và tiến hóa ngôn ngữ. Trong một bài luận năm 2001 cho Edge, Ramachandran đã suy đoán rằng:
Tôi cho rằng ngoài việc cung cấp chất nền thần kinh để tìm ra ý định của người khác... sự xuất hiện và kết tinh của neuron gương ở họ Người có lẽ đã đóng một vai trò quan trọng trong nhiều khả năng tinh túy của con người như đồng cảm, học kiểu bắt chước (thay vì thử và sai), và sự truyền đạt nhanh chóng của thứ mà chúng ta gọi là "văn hóa". (Và cả "bước nhảy vọt" - sự truyền tải Lamarck nhanh chóng của những phát minh "tình cờ" có một không hai) 
Những suy đoán của Ramachandran về liên hệ giữa các neuron gương và sự đồng cảm đã được ủng hộ, đồng thời cũng gây ra một số tranh cãi.

### Thuyết tự kỷ "Gương vỡ"
Năm 1999, Ramachandran, cộng tác với Eric Altschuler, sau này là Tiến sĩ, và đồng nghiệp Jaime Pineda, đã đưa ra giả thuyết rằng rối loạn chức năng của neuron gương có thể là nguyên nhân gây ra một số triệu chứng và dấu hiệu của rối loạn phổ tự kỷ. Từ 2000 đến 2006, ông và các đồng nghiệp tại Đại học California, San Diego đã xuất bản một số bài báo ủng hộ lý thuyết này, sau được gọi là thuyết tự kỷ "Gương vỡ". Ramachandran và các đồng nghiệp của ông đã không đo trực tiếp hoạt động của neuron gương. Thay vào đó, họ đã chứng minh rằng trẻ em mắc chứng rối loạn phổ tự kỷ có phản ứng điện não đồ bất thường (được gọi là sự ức chế sóng Mu) khi chúng quan sát hành vi của người khác. Trong tác phẩm Bộ não biết kể chuyện (2010), Ramachandran tuyên bố rằng bằng chứng về ảnh hưởng của rối loạn chức năng neuron gương với chứng tự kỷ là "thuyết phục nhưng không có tính kết luận".
Ý kiến cho rằng các neuron gương có ảnh hưởng đến chứng tự kỷ đã được thảo luận và nghiên cứu rộng rãi.

### Cơ sở thần kinh của cảm giác kèm

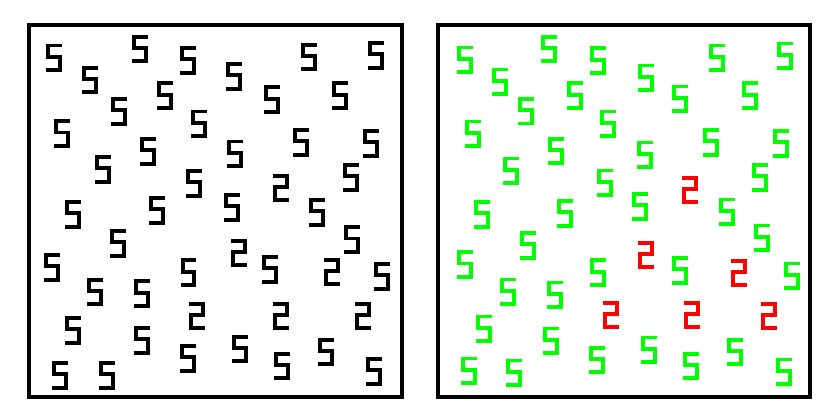
Người mắc chứng cảm giác kèm màu sắc khi xem các ký hiệu khác nhau có thể nhanh chóng nhận ra "tam giác" trong hình ảnh bên trái.

Ramachandran là một trong những nhà khoa học đầu tiên đưa ra giả thuyết rằng cảm giác kèm tự vị - màu phát sinh từ sự kích hoạt chéo giữa các vùng não. Ramachandran và sinh viên tốt nghiệp của ông, Ed Hubbard, đã tiến hành nghiên cứu bằng phương pháp chụp cộng hưởng từ chức năng cho thấy hoạt động trong các vùng nhận dạng màu của não ở những người mắc chứng cảm giác kèm lớn hơn so với những người không mắc chứng này. Ramachandran đã suy đoán rằng các phép ẩn dụ về khái niệm cũng có thể có cơ sở thần kinh từ việc kích hoạt chéo vỏ não. Tính đến 2015, cơ sở thần kinh của cảm giác kèm vẫn chưa được chấp nhận.

### Chứng rối loạn nhận dạng toàn vẹn cơ thể
Năm 2008, Ramachandran cùng với David Brang và Paul McGeoch đã xuất bản bài báo đầu tiên giả thuyết rằng chứng rối loạn nhận dạng toàn vẹn cơ thể là một chứng rối loạn thần kinh gây ra bởi tổn thương thùy đỉnh bên phải não. Người mắc chứng này có ham muốn được cắt bỏ một chi. Chứng này được phát hiện lần đầu tiên vào năm 1977. Dựa trên các nghiên cứu y khoa liên hệ tổn thương não với các hội chứng như chứng từ chối sở hữu chi, các tác giả suy đoán rằng mong muốn cắt cụt chi có thể liên quan đến những thay đổi ở thùy đỉnh bên phải. Năm 2011, McGeoch, Brang và Ramachandran đã ghi lại một thí nghiệm chụp chức năng liên quan đến bốn đối tượng muốn cắt cụt chi dưới. Phương pháp chụp não bằng sóng từ đã chứng minh rằng các tiểu thùy đỉnh bên phải của họ phản ứng với các kích thích xúc giác của chi mà đối tượng muốn cắt cụt ít hơn đáng kể so với các trường hợp đối chứng tương ứng về tuổi và giới tính. Các tác giả đã dùng từ "Xenomelia" để mô tả hội chứng này, có nguồn gốc từ tiếng Hy Lạp "Xe" (xeno) - ngoài - và "melos" - chi.

## Phổ cập khoa học
Ramachandran là tác giả của một số cuốn sách nổi tiếng về thần kinh học như Bóng ma trong tâm trí (Phantoms in the Brain, 1998), Bộ não biết kể chuyện (The Tell-Tale Brain, 2010). ''Bóng ma trong tâm trí'' đã trở thành tư liệu cho một tập phim đặc biệt trong series Nova năm 2001.
Năm 2003, BBC đã chọn Ramachandran để thuyết minh các bài giảng Reith (một series bài giảng trên đài phát thanh) của năm đó. Năm buổi nói chuyện trên đài phát thanh của Ramachandran về chủ đề "Tâm trí lộ ra" sau đó đã được xuất bản thành một cuốn sách với cùng tiêu đề.
Ông cũng đã có hai cuộc nói chuyện chính thức của TED vào năm 2007 và 2010.
Năm 1997, Ramachandran có tên trong danh sách một trăm "người sở hữu sự sáng tạo, tài năng hoặc bộ óc hay khả năng lãnh đạo sẽ tạo ra sự khác biệt trong những năm tới." của Newsweek.  Năm 2008, Foreign Policy đưa ông vào danh sách "100 Trí thức Công cộng Hàng đầu Thế giới ". Tương tự, năm 2011, Time dã liệt kê Ramachandran là một trong những "người có ảnh hưởng nhất trên thế giới" trong "Time 100". Cả hai lựa chọn Thời gian và Triển vọng đều được quyết định bằng cách bỏ phiếu công khai trên một danh sách dài hơn các tên do tổ chức đề xuất.

## Giải thưởng và danh hiệu
Ramachandran đã nhận được nhiều danh hiệu học thuật và danh dự khác. Ví dụ như từ tiểu sử của ông tại Edge.org:
Năm 2005, ông được trao tặng Huân chương Henry Dale  và được bầu làm thành viên danh dự trọn đời bởi Viện Hoàng gia Anh.  tại đây ông cũng có bài diễn thuyết vào tối thứ Sáu (cùng hàng với Michael Faraday, Thomas Huxley, Humphry Davy và những người khác). Các danh hiệu và giải thưởng khác bao gồm học bổng của All Souls College, Oxford  và của Đại học Stanford (Giáo sư thỉnh giảng Hilgard); Giải thưởng Bài giảng của Tổng thống do Học viện Thần kinh Hoa Kỳ trao tặng, hai bằng tiến sĩ danh dự, giải thưởng Ramon y Cajal hàng năm của Hiệp hội Khoa học Thần kinh Quốc tế, và huy chương Ariens Kappers của Học viện Khoa học Hoàng gia Hà Lan.
Năm 2007, Tổng thống Ấn Độ đã trao cho ông giải thưởng dân sự và danh hiệu cao quý thứ ba ở Ấn Độ, Padma Bhushan.
Năm 2014, Tổ chức ARCS (Achievement Rewards for College Scientists - Giải thưởng Thành tựu cho các nhà khoa học đại học) đã vinh danh Ramachandran là "Nhà khoa học của năm".

## Tác phẩm
- Bóng ma trong tâm trí: Khám phá những bí ẩn của nhân tâm, đồng tác giả Sandra Blakeslee, 1998 (ISBN 0-688-17217-2).
- Bách khoa toàn thư về não người (tổng biên tập), ba tập, 2002 (ISBN 0-12-227210-2).
- Tâm trí lộ ra, 2003 (ISBN 1-86197-303-9).
- Tìm hiểu sơ lược về ý thức người: Từ chú chó xù giả mạo đến những chữ số màu tím, 2005 (ISBN 0-13-187278-8; phiên bản bìa mềm).
- Bộ não biết kể chuyện: Câu hỏi của nhà khoa học thần kinh: Điều gì khiến chúng ta là con người, 2010 (ISBN 978-0-393-07782-7).
- Bách khoa toàn thư về hành vi ở người (tổng biên tập), bản bốn tập thứ hai, 2012 (ISBN 978-0123750006).